# Vi som valde att stanna
Vi som valde att stanna (ukrainska: Перші дні, "De första dagarna") är en ukrainsk dramaserie från 2023 som hade svensk premiär på SVT den 10 november 2023. Första säsongen består av sex avsnitt.

## Handling
Serien kretsar kring vad som händer när vanliga människors vardag vänds helt upp och ned? Den 24 februari 2022 väcktes Kievs invånare av ljudet från flyglarm och ryska bomber. En stor del av Kievs beflolkning flydde i panik, men cirka hälften av Kievs befolkning valde att stanna kvar i staden. Dramaantologin är inspirerad av verkliga händelser under den ryska invasionens första dagar, och fokuserar på de som valde att stanna.

## Medverkande i urval
- Kateryna Varchenko
- Roman Lutskyi
- Taras Tsymbaliuk